# 革叶报春
革叶报春（学名：Primula chartacea）为报春花科报春花属下的一个种。

## 扩展阅读
- 維基物種上的相關：革叶报春